# Виндзор-Шейдс
Виндзор-Шейдс (англ. Windsor Shades), также известен как Раффинс-Ферри (англ. Ruffin’s Ferry) или Уотервилл (англ. Waterville) ― дом, расположенный на берегу реки Паманки в штате Виргиния. Внесён в Национальный реестр исторических мест США. Археологические артефакты, найденные на территории вокруг дома, позволяют предположить, что именно здесь находилось поселение индейцев паманки под названием Купкипкок (англ. Kupkipcok), отмеченное на карте, составленной исследователем Джоном Смитом в 1609 году.

## Описание

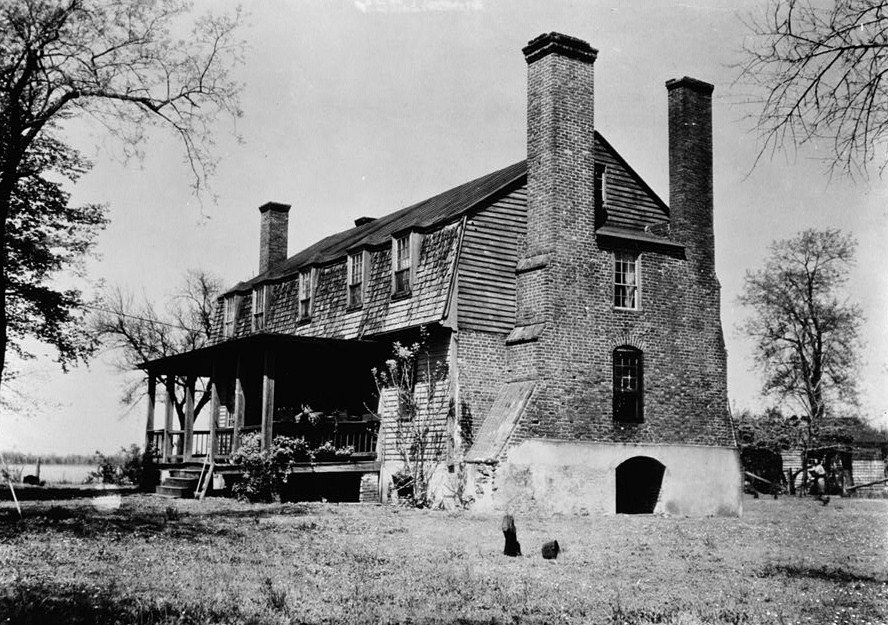
Виндзор-Шейдс, первоначальный вид здания

Предполагается, что дом был построен примерно в середине XVIII века. Это полутораэтажное деревянное здание, стоящее на низком фундаменте из камня и кирпича, уложенного английской кладкой. С обеих сторон дома располагаются массивные кирпичные дымоходы, оформленные фламандской кладкой. В подвале находится просторная кухня с печью-камином.
В 1754 году капитан Томас Дэнси обустроил на этом месте паромную переправу и открыл в доме таверну. Переправа функционировала до 1927 года ― до того момента, когда в близлежащем Уэст-Пойнте был построен мост. В те годы Виндзор-Шейдс посетили многие известные личности: так, например, Джордж Вашингтон останавливался в таверне в 1750-е годы во время своего путешествия из Маунт-Вернона в Уильямсберг. В августе 1781 года маркиз де Лафайет переправился на пароме через Паманки с 4500 солдатами. Он провёл около двух недель в округе Кинг-Уильям, периодически переезжая из Виндзор-Шейдс в плантацию Челси (там находилась его штаб-квартира) и обратно. 13 сентября 1781 года Вашингтон вместе с графом де Рошамбо переправился через Паманки для того, чтобы командовать войсками, осаждавшими Йорктаун.
В 1978 году дом был внесён в Национальный реестр исторических мест США. В 1999 году к торцам здания были пристроены два крыла, имитирующих архитектурный стиль основного корпуса.

## В культуре
Российско-американский композитор Владимир Дроздов, друживший с хозяевами дома ― Дональдом и Генриеттой Воутами, озаглавил одну из своих фортепианных сонат «Windsor Shades».